# Трубецкой, Пётр Никитич
Князь Пётр Ники́тич Трубецко́й (4 (15) августа 1724 — 14 (25) мая 1791) — русский сенатор, литератор и библиофил из рода Трубецких, владелец усадьбы Нескучное. Действительный тайный советник.

## Биография
Старший сын фельдмаршала князя Никиты Юрьевича Трубецкого от первого брака его с графиней Анастасией Головкиной, дочерью петровского канцлера. В «журнале собственном» отца его имеется запись от 2 августа 1724 года:
Родился сын к. Петр 2 часа 10 минут пополудни в С.-Петербурге; имя дано, того ж Августа 24 числа, пренесение мощей Петра митрополита; воспреемниками были: государь император Пётр Великий и государыня цесаревна Анна Петровна.
Мальчиком ездил с отцом в поход против турок. Девятнадцати лет поступил мушкетёром в Преображенский полк. В 1756 году А. М. Аргамаков принял его в масонскую ложу. В 1758 году из поручиков гвардии пожалован камер-юнкером, а 28 декабря 1761 года — действительным камергером. Пётр III по благосклонности к его родителю назначил Петра Никитича обер-прокурором Правительствующего сената.
О значении Трубецкого при дворе в начале екатерининского царствования свидетельствует то обстоятельство, что когда польский король прислал в Петербург четыре знака ордена Белого Орла для награждения достойнейших, Екатерина распорядилась наградить первым орденом князя Петра Трубецкого. Указом Екатерины II от 23 января 1764 года был произведён в тайные советники и назначен сенатором. В 1773 году числился уже действительным тайным советником.
Под влиянием сводного брата М. М. Хераскова князь Пётр увлекался изящной словесностью и даже сочинял стихи, что среди вельмож его положения было вещью почти исключительной. В «Опыте Словаря» (1772) Новиков упоминает про сочинённые им «песни, заслуживающие великую похвалу» и «упражнения в переводах, которые за чистоту и гладкость слога много похваляются».
Увлекался также собиранием рукописей, особенно связанных с историей рода Трубецких, которые по совету своего приятеля князя Щербатова подарил Герольдии. Как «почётный любитель» Императорской академии художеств участвовал во многих начинаниях своего двоюродного дяди Бецкого, замещал его в канцелярии строений. В 1770 году вступил в Вольное экономическое общество и несколько раз избирался его президентом.
Имел внебрачную дочь, Анастасию Петровну Березовскую (род. в 1777), которая была узаконена 12 ноября 1789 года венчанием с её матерью, крепостной Н. И. Березовской. Князь Трубецкой не только отпустил на волю родню новой жены, но и завещал Анастасии часть общего имущества. Сохранились письма к Петру Никитичу его отца за 1747—67 годы и подробный рукописный дневник, в заключении которого автор обосновывает этическое равенство дворян с крепостными.
Дочери князя Трубецкого от первого брака считали жизнь в его доме невыносимой и сетовали на то, что он угнетал их, заставляя обедать со своими любовницами, и, прожив состояние жены, отказывал им в самом необходимом. Похоронен на Лазаревском кладбище Александро-Невской лавры. Посмертный портрет князя Петра Никитича Трубецкого хранится в Русском музее.

## Семья

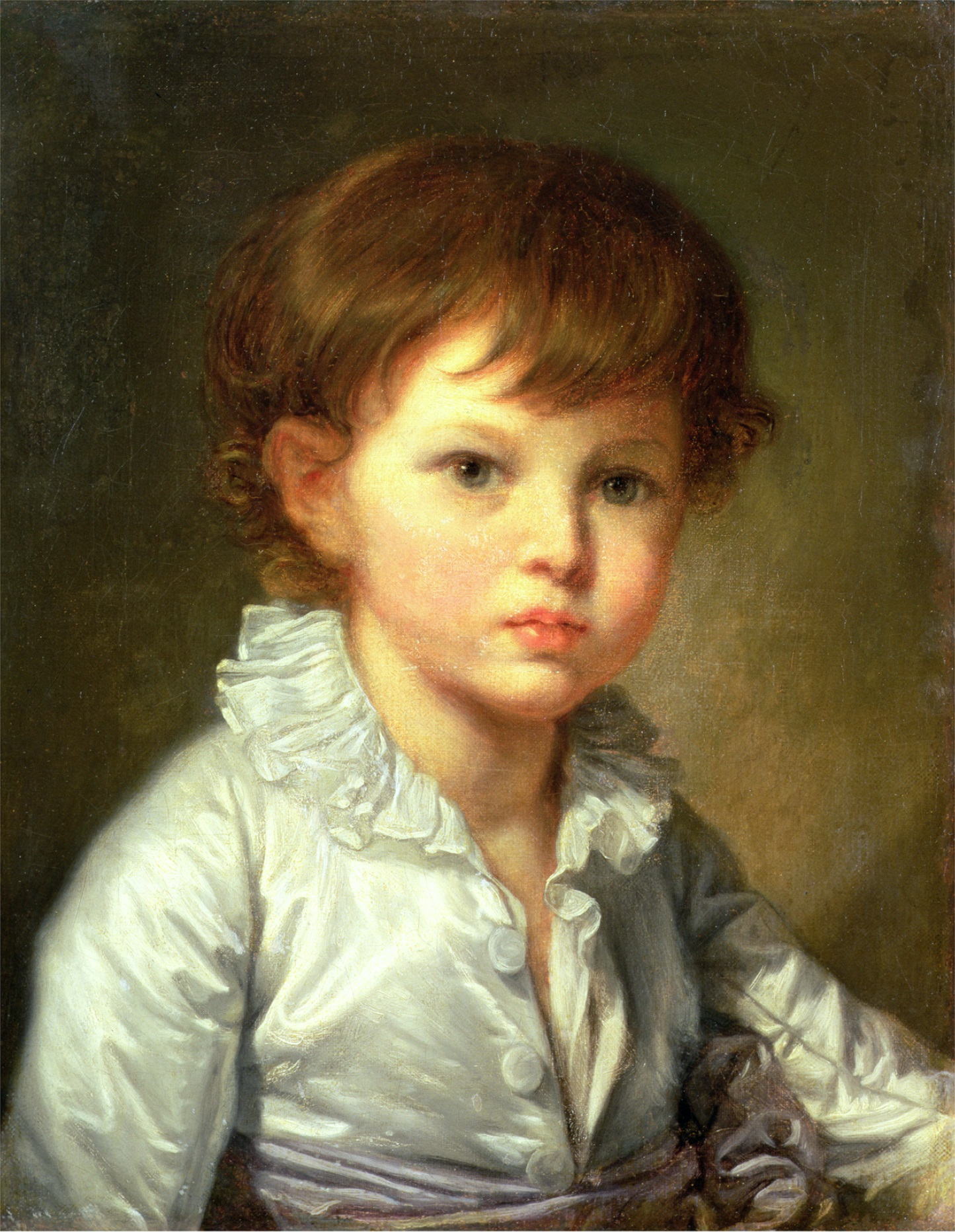
Внук, Попо Строганов на портрете работы Ж. Б. Грёза (1778)

В 1743 году П. Н. Трубецкой сыграл в Москве свадьбу с Анастасией (Натальей) Васильевной (1728—1761), младшей дочерью князя Василия Хованского и внучкой вице-канцлера Шафирова.
- Единственный их сын Василий (1752—1771) был воспитан в Лейпциге, поступил на службу переводчиком Коллегии иностранных дел, но умер 19 лет от роду, похоронен рядом с отцом.
- Екатерина (1744—1815), вторая жена графа А. С. Строганова, с которым разошлась в 1779 году, после чего жила с гражданским мужем (Иваном Римским-Корсаковым) до самой смерти на построенной для неё Братцевской даче под Москвой.
- Анастасия (1757— ?), ухаживавший за ней в 1776 году французский дипломат де Корберон находил её «хорошенькой, любезной и очень разговорчивой, особенно хорош у неё был звук голоса, а также нежный взгляд»[10]. Ей покровительствовала великая княгиня Наталья Алексеевна и часто приглашала на свои интимные вечера. Стала женой Виктора Ивановича Древновского, мелкого чиновника белорусского происхождения.
- Александра (176. — ?), с 1786 года жена Фёдора Ивановича Демерцова, прежнего крепостного своего отца, получившего свободу в 1784 году, впоследствии известного архитектора. Князь Пётр Никитич был настолько расстроен этой связью, что отказался от непокорной дочери и велел вычеркнуть её из родословных записей[11].